# مهمان‌نوازی
مهمان‌نوازی رابطه‌ای میان میزبان و مهمان است؛ و به عملکرد میزبان در قبال مهمان تفسیر می‌شود.

## در فرهنگ فارسی
مهمان‌نوازی در فرهنگ فارسی به تلاش میزبان برای تأمین راحتی مهمان گفته می‌شود. مهمان‌نوازی از نظر لغوی به معنای ابراز لطف عملی، تفقد و پذیرایی از مهمان است.

## وظایف میزبان

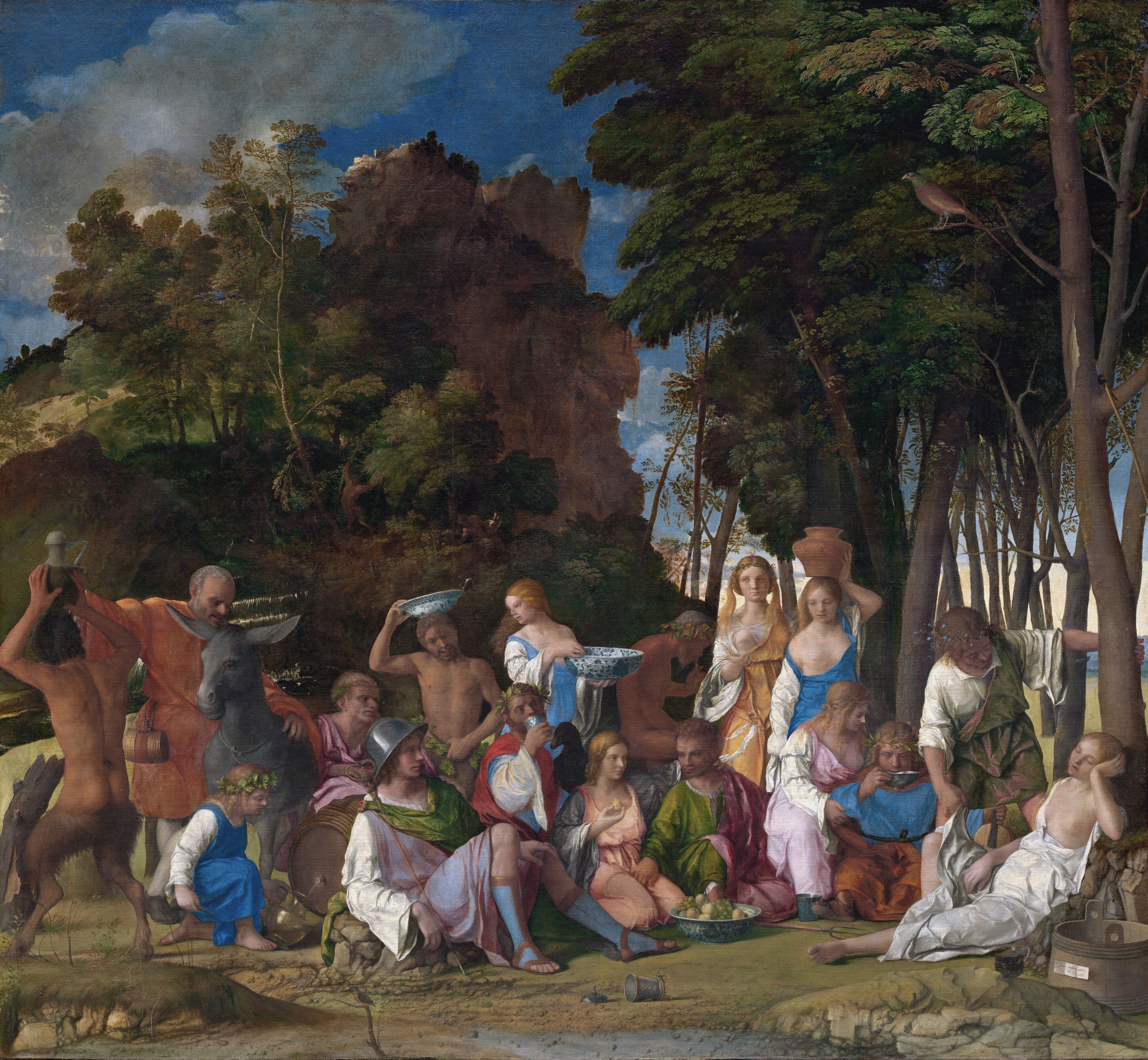
ضیافت خدایان اثر جووانی بلینی

در مهمان داری میزبان و مهمان نسبت به یکدیگر وظایفی دارند که باید آن‌ها را رعایت کنند. هرگاه مهمانی به منزل آید باید آداب مهمان داری را رعایت و احترام او را به جا آورد و پس از استقبال از مهمان و رو به رو شدن با وی به خوشرویی با وی جایی مناسب برای نشستن، استراحت و خواب برایش فراهم سازد.
آماده کردن غذای مورد علاقه
یکی از خصایل نیکوی میزبان به ویژه در دعوتی‌های خودمانی و دوستانه این است که از مهمان بپرسد غذای مورد علاقه‌اش چیست؟ اگر توانست آن غذا را برای وی تهیه کند در غیر این صورت از وی عذرخواهی کند.
پرسش از مهمان این حسن را دارد که چنانچه پزشک او را از خوردن غذایی منع کرده‌است تهیه نگردد و در عوض غذایی باب میل مهمان آماده شود.
غذا را هر چه زودتر برای مهمان آماده کند
مهمان وقتی از راه می‌رسد به ویژه اگر مسافر باشد غالباً خسته و گرسنه است هم نیاز به غذا دارد و هم نیاز به استراحت؛ بنابراین باید هر چه سریعتر غذای او را آماده کنند تا بتواند استراحت کند
نباید از مهمان پرسید غذا خورده‌است یا نه
وقتی مهمان سرزده از راه رسید میزبان بدون اینکه سؤالی کند هر غذایی را که در خانه داشت برای او بیاورد تا میل کند و اگر غذا نخورد آن را بردارد، چون بعضی از مهمان‌ها کمرو هستند و چنانچه از آن‌ها پرسیده شود غذا خورده‌اند یا نه؟ می‌گویند آری در حالی که ممکن است گرسنه باشند.
غذا خوردن با مهمان
یکی از وظایف اخلاقی میزبان این است که همراه مهمانش غذا بخورد و از غذا دست نکشد تا همه مهمانان سیر شوند و کنار بکشند؛ زیرا ممکن است بعضی از مهمان‌ها کمرو باشند و در صورت غذا نخوردن صاحب خانه غذا نخورده و سیر نشده دست از غذا بکشند.
باید به میزان مطلوب و لازم غذا جلوی مهمان نهاده شود و غذای کم را جلو مهمان نهادن نوعی حرمت شکنی به خود و مهمان محسوب می‌شود و غذای بیش از حد لازم آوردن هم نوعی تکلف و خود نمایی است که هر دو آن‌ها نا رواست.
طعنه نزدن به مهمان
اگر مهمان اخلاق به خصوصی دارد یا عیبی در اوست که اگر کسی آن عیب را به رخش بکشد ناراحت می‌شود میزبان نباید کوچکترین اشاره‌ای به آن بکند. نگاه کردن به دهان مهمان در حین غذا خوردن، اشاره کردن به چگونگی غذا خورد و زدن حرف‌های رکیک از جمله اخلاق زشتی است که بعضی از میزبان‌ها دارند و مهمان خود را با این وسیله ناراحت می‌کنند.
آمادگی دایم برای پذیرایی از مهمان
کسی که اقوام و دوستان زیادی دارد یا شخصی است که مشهور به بخشندگی و مهمان نوازی است و هر آن احتمال دارد برای او مهمان بیاید حتی المقدور باید آماده پذیرایی باشد تا اگر مهمانی بدون دعوت قبلی و سرزده وارد شد، برای پذیرایی از او در مشقت نیفتد یا مهمان گرسنه نماند
و سرانجام از جمله وظایف میزبان این است که:
- دربارهٔ مطلبی که مهمان دوست دارد صحبت کند
- قبل از مهمان نخوابد
- در حضور آن‌ها از کمبودها و مشکلات زندگی ننالد
- چنانچه صحبت‌های مهمان باب میلش نبود خود را ناراحت نشان ندهد
- در حضور او به خانواده خود خشم نگیرد

به هر حال میزبان تا جایی که می‌تواند مهمان خود را گرامی بدارد و از حضور او اظهار مسرت و خوشحالی نماید. یکی دیگر از وظایف میزبان عدم شکاکی نسبت به مهمان است که یکی از زشت‌ترین کارها از نظر مهمان داری هست.
و طبق سخنان امام صادق(ع)نباید در بستن بار مهمان کمک کنیم زیرا از نظر خدا بد است 
اما در خالی کردن بار مهمان میتوانیم کمک کنیم

## وظایف مهمان

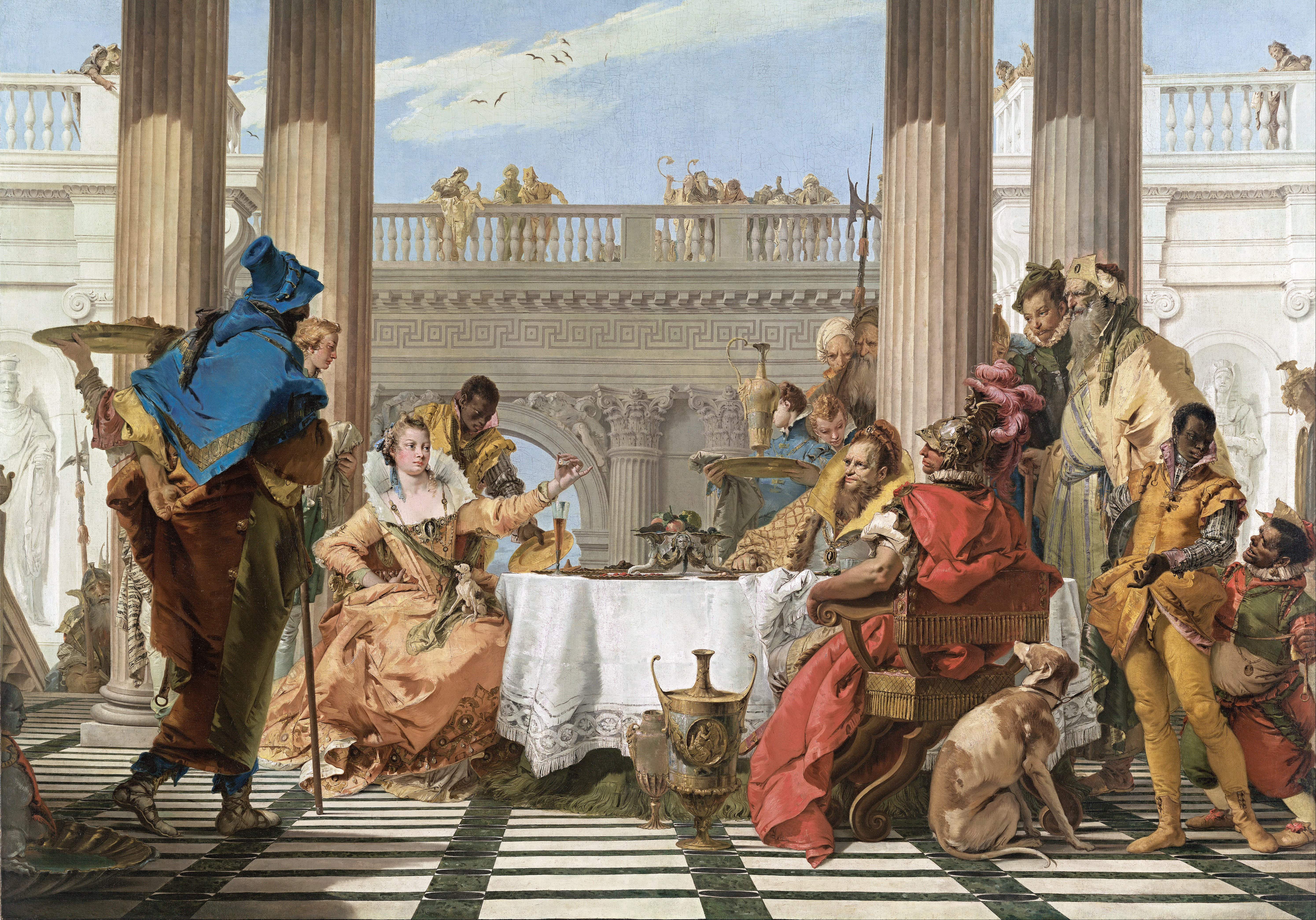
ضیافت کلوپاترا اثر جووانی باتیستا تیه‌پولو

مهمان نیز به نوبه خود نسبت به میزبان وظایفی دارد.
اطلاع دادن به میزبان
هر گاه فردی قصد مهمان شدن در منزل کسی را داشته باشد باید از قبل به وی اطلاع دهد یا حداقل زمانی به منزل شخص برود که مهیا ساختن بساط مهمانی برای صاحب خانه میسر باشد زیرا اگر فرد بدون هماهنگی در زمانی که فرصت چندانی برای تهیه غذا نیست به خانه کسی برود چه بسا میزبان خود را برای تهیه غذا به دردسر و مشکل مواجه سازد و در نتیجه جلوی مهمان احساس شرمندگی نماید.
در وقت معین و مقرر حاضر شود
مهمان نباید مهمانی رفتن را با تأخیر بیندازد که صاحب خانه و مهمان دیگر در انتظار بمانند. همان‌طور که اگر موقع معینی را تعیین کردند نبایستی زودتر از موعد به مهمانی برود زیرا ممکن است در آن لحظه میزبان آمادگی استقبال و پذیرایی نداشته باشد و در نتیجه شرمسار می‌شود.
هر جا صاحب خانه اشاره کرد بنشیند
مهمان هرگز نباید در مورد مکان نشستن جر و بحث کند و هر جایی را که برای او پیشنهاد شد آن جا بنشیند چرا که ممکن است خود مهمان جایی را انتخاب کند که مشرف به نقاط حساس خانواده مانند آشپزخانه باشد یا ساکنین منزل را دچار سختی کند بنابراین پیشنهاد میزبان را اطاعت نموده و احترامش را پاس بدارد و همان‌جا که به او گفته می‌شود بنشیند.
پرهیز از تجسس در مهمانی
هر گاه وارد منزل یکی از دوستان خود می‌شود نباید همچون جاسوس‌ها به کنجکاوی گوشه و کنار منزل بپردازد. به هیچ عنوان صندوق، کیف، بسته، پرونده یا چیز نهفته و طبقه‌بندی شده‌ای را باز نکند زیرا چنین عملی خلاف تعهد و امانتی است که میزبان بر دوش مهمان گذاشته‌است مهمان نباید موازین مهمانی را زیر پا بگذارد و از حسن اعتماد میزبان سوءاستفاده کند.
تقاضای دشوار از میزبان نکند
یکی از وظایف مهمان این است که اگر میزبان وضع خوبی ندارد و قدرت مالی او ضعیف است از او تقاضای غذایی غیر از آنچه برایش می‌آورند نکند حتی اگر می‌داند میزبان غذای مورد علاقه‌اش را تهیه می‌کند باز هم از نظر اخلاقی و عرفی این تقاضا درست نیست.
به نوع غذا اهمیت ندهد
در بین مردم این‌طور جا افتاده که اگر کسی را به مهمانی دعوت کردند یعنی اینکه برای او غذای لذیذی تهیه کرده‌اند و دعوت کردن فقط برای خوردن است. وقتی از مهمانی برگشت اولین سؤالی که از او پرسیده می‌شود این است که چه غذایی درست کرده بودند؟
هدف از پذیرفتن دعوت و مهمانی رفتن نباید پر کردن شکم و لذت جسمانی و نوع غذا باشد بلکه هدف باید امور معنوی و نزدیکی به خدا از این طریق باشد.